# Nistorești (okręg Konstanca)
Nistorești – wieś w Rumunii, w okręgu Konstanca, w gminie Pantelimon. W 2011 roku liczyła 204 mieszkańców.